# Sīāh Lash
Sīāh Lash (persiska: سياه لش) är en ort i Iran.   Den ligger i provinsen Mazandaran, i den norra delen av landet, 120 km nordost om huvudstaden Teheran. Sīāh Lash ligger 17 meter över havet och antalet invånare är 462.
Terrängen runt Sīāh Lash är huvudsakligen platt, men åt sydväst är den kuperad. Terrängen runt Sīāh Lash sluttar norrut.Runt Sīāh Lash är det ganska glesbefolkat, med 47 invånare per kvadratkilometer. Närmaste större samhälle är Āmol, 10,0 km öster om Sīāh Lash. Trakten runt Sīāh Lash består till största delen av jordbruksmark.